# إثيل موير
إثيل ماري موير (1884 - 1973)، ممرضة عسكرية خدمت في مستشفيات النساء الإسكتلنديات للخدمة الخارجية بالجبهة الشرقية خلال الحرب العالمية الأولى. سجَّلت موير تجربتها في العمل مع وحدة (إلسي إنجليس_Elsie Inglis) في روسيا وصربيا في مجلدين من يومياتها.

## حياتها السابقة
ولدت إثيل ماري موير في عام 1884 بدولة بليز «هندوراس البريطانية سابقًا»، وكانت واحد من خمسة أطفال لـ والدها الدكتور جون موير وزوجته جيسي. غادرت موير هندوراس البريطانية في سن ثلاثة أشهر وسافرت مع عائلتها إلى اسكتلندا  حيث نشأت في إينفيرنيس "Inverness" وأصبحت صديقة لـ (ليلياس ماري جرانت_Lilias Mary Grant). تم تسجيل موير كمقيمة في إينفيرنيس مع عائلتها في الإحصاء الرسمي للسكان لعام 1901و1911.

## مستشفى المرأة الاسكتلندية
في عام 1916، تم تجنيد موير وصديقتها جرانت مع وحدة الدكتورة إلسي إنغليس في مستشفيات النساء الأسكتلندية للخدمة الخارجية، والمعروفة باسم the SWH، صعدت المرأتان على متن السفينة الحربية (هانسبيل_Hanspiel) في ليفربول، أبحرت السفينة من هناك إلى ميناء (أرخانجيلسك_Arkhangelsk) في روسيا. بينما كانت موير على متن السفينة، بدأت في تسجيل تجاربها في دفتر ملاحظات وسجل للقصاصات، والتي احتفظت بهم خلال الثلاث سنوات التالية.
تُشير موير في مذكراتها إلى أن السفينة وصلت إلى أرخانجيلسك في 10 سبتمبر 1916  ومن هناك انتقلت الوحدة إلى (باشريدزا_Bacheridza) حيث زارهم عدد من الشخصيات المحلية. أثناء تواجدها في المنطقة، قامت موير وغرانت بزيارة قرية محلية وسجلت موير عددًا من الكلمات والعادات المحلية في مذكراتها. غادرت الوحدة باشريدزا بالقطار وسافرت عبر موسكو إلى الجبهة حيث انضموا إلى شعبة المتطوعين الصربيين الأولى في أوديسا وأنشأوا مستشفى ميداني في مبنى ريفي كبير وكانت تضم 200 جندي مصاب. سجلت موير في مذكراتها أن المستشفى الميداني لم يكن به إضاءة وأنه يجب أن يتم نقل المياه من مضخة على جانب التل من مسافة بعيدة. في أواخر سبتمبر انتقلت موير ومستشفيات النساء الأسكتلندية للخدمة الخارجية إلى ميدجيا، بالقرب من خط الجبهة، حيث أقاموا مستشفى لمعالجة القوات الصربية والروسية. بحلول نهاية عام 1916، عادت وحدة موير إلى أوديسا وتم إنشاء مستشفى عملت فيها موير في المسرح.
في يناير 1917، غادر موير وغرانت الجبهة للعودة إلى اسكتلندا، وهي رحلة استغرقت ثلاثة أشهر. مروا عبر (بتروغراد_Petrograd) حيث سجلت موير في مذكراتها أن الناس كانوا يموتون جوعًا، وكان هناك حديث عن الثورة وموت راسبوتين.
وصلت موير إلى اسكتلندا في مارس 1917، بعد أن تم تحويل مسار سفينتها إلى (ليرويك_Lerwick) حيث كانت تحمل شحنة من مُصهر الزنك للذخائر.
في فبراير 1918، بدأت موير في جولة عمل ثانية مع مستشفى النساء الإسكتلندي. قبل مغادرتها المملكة المتحدة، تم تفتيش الوحدة من قِبَل الملك جورج الخامس والملكة ماري في قصر باكنغهام. غادرت إثيل المملكة المتحدة مع وحدتها في 20 فبراير 1818 إلى صربيا. سافروا عبر بولوني وروما ونابولي وتارانتو قبل وصولهم إلى مستشفى المرأة الاسكتلندية في سالونيك. أثناء مرورها بـ نابولي، سجلت إثيل زيارة قصيرة إلى بومبي في مذكراتها. ومن السالونيك انتقلت الوحدة إلى معسكر مستشفيات النساء الأسكتلندية للخدمة الخارجية (إلسي إنجليس_Elsie Inglis) في (فيربلياني_Verbliani) حيث تم بناء مستشفى ذات خيام كخط مباشر من الخنادق.

## المظاهر الخيالية
ألهمت تجارب موير وجرانت في زمن الحرب، كما هو مُسجَّل في مذكراتهما، أبيجيل دوشيرتي  والذي قام بتأليف مسرحية البحر والأرض والسماء.